# Xiyang (köpinghuvudort i Kina, Zhejiang Sheng, lat 27,44, long 119,87)
Xiyang (kinesiska: 西旸, 西旸镇, 门楼坳) är en köpinghuvudort i Kina. Den ligger i provinsen Zhejiang, i den östra delen av landet, omkring 310 kilometer söder om provinshuvudstaden Hangzhou. Antalet invånare är 4 368. Befolkningen består av 2 034 kvinnor och 2 334 män. Barn under 15 år utgör 20,0 %, vuxna 15-64 år 61 %, och äldre över 65 år 18,0 %.
Runt Xiyang är det ganska tätbefolkat, med 222 invånare per kvadratkilometer. Närmaste större samhälle är Sankui, 4,0 km öster om Xiyang. I omgivningarna runt Xiyang växer i huvudsak blandskog.
Genomsnittlig årsnederbörd är 2 199 millimeter. Den regnigaste månaden är juni, med i genomsnitt 339 mm nederbörd, och den torraste är oktober, med 63 mm nederbörd.